# فیلیکس کروس
فیلیکس کروس (زادهٔ ۱۲ مارس ۱۹۹۱) فوتبالیست آلمانی است که در پست هافبک باشگاه فوتبال یونیون برلین بازی می‌کند.
او همچنین برادر تونی کروس است.
فلیکس فوتبال را از کودکی در کنار برادرش تونی اغاز کرد و زیر نظر پدرشان رولاند کروس که مربی جوانان بود، اموزش دید. او در تیم های جوانان باشگاه فوتبال هانزا روستوک بازی کرد و سپس به تیم اصلی این باشگاه راه یافت.